# 요나스 요나손
요나스 요나손(스웨덴어: Jonas Jonasson, 1961년 7월 6일 ~ )는 스웨덴의 소설가이다.

## 생애
1961년 7월 6일 스웨덴 벡셰에서 태어난 그는 예테보리 대학교에서 스웨덴어와 스페인어를 공부했다. 졸업 후 15년간 스웨덴 중앙 일간지 엑스프레센 기자로 일했고, 1996년에는 OTW라는 미디어 회사를 설립, 직원 1백 명에 이르는 성공적 기업으로 성장시켰다. 그러나 고질적인 허리 통증으로 고생하던 중 심한 스트레스로 인해 건강을 망치고 있다는 의사의 말을 들은 그는 회사를 매각하고 10여 년간 일해 온 업계를 떠나기로 결심한다. 2007년 스위스 티치노로 이주한 뒤 <첫 소설에 감히 도전할 만큼 성숙했다>고 생각한 그는 오랫동안 구상해 온 《창문 넘어 도망친 100세 노인》을 집필하게 된다. 세계사의 주요 순간마다 우연히 자리하게 된 한 노인의 이야기를 통해 현대사를 배꼽 잡게 엮어 낸 이 비범한 작품은 2009년 처음 출간되어 인구 천만의 나라 스웨덴에서 120만 부 이상 팔리는 엄청난 기록을 세운다. 그리고 이 대사건은 스웨덴에서 그치지 않고 독일 4백만 부, 영미 150만 부, 프랑스 80만 부 등이 팔려 나가며 모두 합해 1천만 부 이상 판매되었다. 이 작품은 동명의 영화 및 연극으로도 제작되었다.
이후 발표한 《셈을 할 줄 아는 까막눈이 여자》, 《킬러 안데르스와 그의 친구 둘》, 《핵을 들고 도망친 101세 노인》 역시 전 유럽의 베스트셀러가 되어 큰 인기를 누리며 <요나손 열풍>을 이었다. 요나손의 소설 4종은 전 세계 45개국에서 1천5백만 부 이상 팔렸다. 현재 그는 스웨덴의 고틀란드섬에 정착해 가족과 함께 닭을 키우며 목가적인 삶을 살고 있다.

## 소설
- Hundraåringen som klev ut genom fönstret och försvann (2009) 《창문 넘어 도망친 100세 노인》, 임호경 옮김(열린책들, 2013)
- Analfabeten som kunde räkna (2013) 《셈을 할 줄 아는 까막눈이 여자》, 임호경 옮김(열린책들, 2014)
- Mördar-Anders och hans vänner (2015) 《킬러 안데르스와 그의 친구 둘》, 임호경 옮김(열린책들, 2016)
- Hundraettåringen som tänkte att han tänkte för mycket (2018) 《핵을 들고 도망친 101세 노인》, 임호경 옮김(열린책들, 2019)

## 수상 내역
- 2010년 스웨덴 베스트셀러상
- 2012년 독일『부흐마크트』선정 최고의 작가 1위
- 2012년 영국 아마존 선정 최고의 책 10선
- 2011년 독일 M-피오니어상
- 2011년 덴마크 오디오북상
- 2012년 프랑스 에스카파드상